# Paolo Restuccia
Paolo Restuccia (Santo Stefano di Briga, 1815 – Santa Teresa di Riva, settembre 1854) è stato un politico, patriota e rivoluzionario italiano, al servizio del Regno di Sicilia.

## Notizie biografiche
Paolo Restuccia nacque nel 1815 a Santo Stefano di Briga, allora comune autonomo, oggi villaggio del comune di Messina in quanto successivamente soppresso nel 1928.

### Attività politica
Nel 1838, anno del suo matrimonio, aderisce al "Comitato insurrezionale messinese"; pochi anni dopo, nel 1843, diventa sindaco di Santo Stefano di Briga, durante il suo mandato (conclusosi nel 1846) potenzia l'autorità amministrativa, rimette in sesto la cassa comunale, rivendica al comune prerogative e beni immobiliari che gli erano stati usurpati ed esegue opere pubbliche da tempo richieste dalla popolazione.

### Attività rivoluzionaria
Il 1º settembre 1847, fu a capo, insieme a Giovanni Krymi e Antonio Pracanica, dell'insurrezione antiborbonica di Messina del 1847, in tale occasione si distinse per slancio ed eroismo; detta sollevazione venne repressa nel sangue dalle truppe guidate dal maresciallo Landi, e, Restuccia prese la via dell'esilio, riparando a Marsiglia.
Pochi mesi dopo, nel gennaio 1848, ritorna a Messina, capeggiando la lunga e sanguinosa sollevazione antiborbonica.
Nominato generale per acclamazione dalle milizie e dal popolo entusiasta, fece parte di tre commissioni: la prima fu formata per porre freno agli istinti torbidi e nocivi che, nell'atmosfera di malintesa libertà, determinavano gli atti dei demagoghi e del popolaccio; la seconda fu decisa per applicare il codice penale a al fine di garantire, in armonia con le regolari forze dell'ordine, la tranquillità pubblica; infine, la terza commissione venne istituita, dopo l'epurazione dai filoborbonici, per assumere negli impieghi i patrioti. Politicamente il Restuccia era un "rivoluzionario moderato" che auspicava una rapida chiusura della fase rivoluzionaria per giungere ad uno Stato di Sicilia indipendente dal Regno delle Due Sicilie e monarchico.
Tale atteggiamento gli procurò svariati nemici nell'ala oltranzista, nel giro di pochi mesi Restuccia diventò bersaglio di due attentati che non produssero conseguenze sulla sua persona. Fu solo grazie all'intervento del sac. Giovanni Krymi che non si arrivò alla guerra civile tra gli antiborbonici.
A maggio 1848, al fine di sfuggire ad altri attentati, il Restuccia si ritirò a Santo Stefano di Briga, dove si sentiva al sicuro, successivamente riparò a Siracusa. Da Palermo, presentò una supplica al Ministero dell'interno e Sicurezza pubblica del Regno di Sicilia in cui difese la sua condotta dalle false accuse degli avversari. Dal luglio al settembre 1848 visse alla macchia perché temeva che qualche suo nemico politico o personale potesse assassinarlo.
Il 7 settembre 1848, l'insurrezione messinese, dopo nove mesi di assedio e durissimi scontri venne repressa nel sangue da ventimila soldati napoletani e svizzeri comandati dal generale Carlo Filangieri, principe di Satriano; quella stessa notte Restuccia venne catturato e rinchiuso nella Cittadella di Messina; successivamente a causa di un'amnistia, venne scarcerato, rimase in libertà per 14 mesi.
Nel 1849, con i vecchi compagni di battaglia superstiti, riprese a cospirare contro l'oppressore borbonico.
Il 5 aprile 1850 venne arrestato nuovamente e, rinchiuso nella prigione di Savoca e poi in quella di Santa Teresa di Riva. Qui sconterà una durissima detenzione in compagnia del vecchio compagno Giovanni Krymi.
Moriranno entrambi, in carcere, a distanza di pochissimo tempo, nel settembre 1854 a causa dell'epidemia di colera che colpì il Messinese nell'estate del 1854.